# Канд-е-Бон
Канд-е-Бон (перс. كندبن) — село в Ірані, у дегестані Мачіян, у бахші Келачай, шагрестані Рудсар остану Ґілян. За даними перепису 2006 року, його населення становило 62 особи, що проживали у складі 13 сімей.

## Клімат
Середня річна температура становить 15,26 °C, середня максимальна – 29,10 °C, а середня мінімальна – 1,38 °C. Середня річна кількість опадів – 1119 мм.
| Клімат поселення                              | Клімат поселення | Клімат поселення | Клімат поселення | Клімат поселення | Клімат поселення | Клімат поселення | Клімат поселення | Клімат поселення | Клімат поселення | Клімат поселення | Клімат поселення | Клімат поселення | Клімат поселення |
| Показник                                      | Січ.             | Лют.             | Бер.             | Квіт.            | Трав.            | Черв.            | Лип.             | Серп.            | Вер.             | Жовт.            | Лист.            | Груд.            |                  |
| Середній максимум, °C                         | 10,59            | 10,68            | 12,70            | 18,07            | 22,17            | 26,48            | 29,10            | 29,01            | 25,89            | 21,83            | 17,33            | 13,00            |                  |
| Середня температура, °C                       | 5,98             | 6,09             | 8,10             | 13,47            | 17,54            | 21,88            | 24,78            | 24,65            | 21,53            | 17,50            | 12,98            | 8,68             |                  |
| Середній мінімум, °C                          | 1,38             | 1,48             | 3,50             | 8,86             | 12,94            | 17,28            | 20,42            | 20,29            | 17,17            | 13,12            | 8,63             | 4,31             |                  |
| Норма опадів, мм                              | 95               | 82               | 81               | 43               | 45               | 37               | 33               | 58               | 137              | 226              | 159              | 123              |                  |
| Середньомісячна швидкість вітру, м/с          | 2.40             | 2.50             | 2.50             | 2.40             | 2.41             | 2.52             | 2.67             | 2.32             | 2.14             | 2.07             | 2.06             | 2.29             |                  |
| Середньомісячна сонячна радіація, кДж/м²·день | 7194             | 9232             | 11159            | 15299            | 19478            | 21142            | 21599            | 18372            | 14857            | 10791            | 8699             | 6846             |                  |
| --------------------------------------------- | ---------------- | ---------------- | ---------------- | ---------------- | ---------------- | ---------------- | ---------------- | ---------------- | ---------------- | ---------------- | ---------------- | ---------------- | ---------------- |
| Джерело:                                      |                  |                  |                  |                  |                  |                  |                  |                  |                  |                  |                  |                  |                  |